# Mount Neder
Mount Neder är ett berg i Antarktis. Det ligger i Östantarktis. Nya Zeeland gör anspråk på området. Toppen på Mount Neder är 1 010 meter över havet.
Terrängen runt Mount Neder är huvudsakligen lite bergig. Trakten är obefolkad. Det finns inga samhällen i närheten.